# Al-Nahda Al-Burajmi
Al-Nahda Club (ar. نادي النهضة) – omański klub piłkarski grający w pierwszej lidze omańskiej, mający siedzibę w mieście Al-Burajmi.

## Historia
Klub został założony w 2003 roku. W swojej historii klub trzykrotnie wywalczył tytuł mistrza Omanu w sezonach 2006/2007, 2008/2009 i 2013/2014. Zdobył również Puchar Ligi Omańskiej w 2017 i dwa Superpuchary Omanu w 2009 i 2014.

## Sukcesy
- Oman Professional League:

mistrzostwo (3):  2006/2007, 2008/2009, 2013/2014
wicemistrzostwo (1): 2005/2006
- Puchar Omanu:

finał (3): 2008, 2012, 2013
- Puchar Ligi Omańskiej:

zwycięstwo (1):  2017
finał (1): 2018
- Superpuchar Omanu:

zwycięstwo (2): 2009, 2014

## Stadion
Domowe mecze klub rozgrywa na stadionie o nazwie Stadion Al-Burajmi, położonym w mieście Al-Burajmi. Stadion może pomieścić 3000 widzów.